# Trachemys
Rùa tai vạch hay rùa vạch (Danh pháp khoa học: Trachemys) là một chi rùa trong họ rùa đầm Emydidae. Chúng gồm các loài rùa bản địa của châu Mỹ có phạm vi phân bố từ Hoa Kỳ cho tới phía bắc Argentina.

## Các loài
- Trachemys adiutrix Vanzolini, 1995.
- Trachemys callirostris Gray, 1856.

- T. c. callirostris Gray, 1856.
- T. c. chichiriviche Pritchard & Trebbau, 1984.

- Trachemys decorata Barbour & Carr, 1940.
- Trachemys decussata Bell, 1830.

- T. d. angusta Barbour & Carr, 1940.
- T. d. decussata Bell, 1830.

- Trachemys dorbigni Duméril & Bibron, 1835.
- Trachemys emolli Legler, 1990.
- Trachemys gaigeae Hartweg, 1939.

- T. g. gaigeae Hartweg, 1939.
- T. g. hartwegi Legler, 1990.

- Trachemys grayi.
- Trachemys nebulosa Van Denburgh, 1895

- T. n. hiltoni Carr, 1942.
- T. n. nebulosa Van Denburgh, 1895.

- Trachemys ornata Gray, 1830.
- Trachemys scripta Thunberg, 1792.

- T. s. elegans Wied, 1839: Rùa tai đỏ
- T. s. scripta Thunberg, 1792.
- T. s. troostii Holbrook, 1836.

- Trachemys stejnegeri Schmidt, 1928.

- T. s. malone Barbour & Carr, 1938.
- T. s. stejnegeri Schmidt, 1928.
- T. s. vicina Barbour & Carr, 1938.

- Trachemys taylori Legler, 1960.
- Trachemys terrapen Bonnaterre, 1789.
- Trachemys venusta Gray, 1856.[4][5]

- T. v. venusta Gray, 1856.
- T. v. cataspila Gunther, 1885.
- T. v. grayi Bocourt, 1868.
- T. v. iversoni McCort, Joseph-Ouni, Hagen & Blanck, 2010.
- T. v. panamensis McCort, Joseph-Ouni, Hagen & Blanck, 2010.
- T. v. uhrigi McCort, Joseph-Ouni, Hagen & Blanck, 2010.

- Trachemys yaquia Legler & Webb, 1970.